# Los Generales
Los Generales är en ort i Mexiko.   Den ligger i kommunen El Mante och delstaten Tamaulipas, i den centrala delen av landet, 300 km norr om huvudstaden Mexico City. Los Generales ligger 94 meter över havet och antalet invånare är 259.
Terrängen runt Los Generales är huvudsakligen platt, men västerut är den kuperad. Runt Los Generales är det ganska glesbefolkat, med 25 invånare per kvadratkilometer. Närmaste större samhälle är División del Norte, 4,5 km väster om Los Generales. Omgivningarna runt Los Generales är en mosaik av jordbruksmark och naturlig växtlighet.